# Dzùùngoo
Le dzùùngoo (aussi appelé dzùùn, duun oriental, kpango, samogho, samogo ou samoro) est une langue mandée du Nord-Ouest, parlée à l'ouest du Burkina Faso, près de la frontière malienne, par des populations Samo.
Elle est parlée notamment dans la région des Hauts-Bassins, la province du Kénédougou, les départements Samoghohiri et Samorogouan, autour de la ville d'Orodara, dans des localités telles que Diomou, Gnalé, Samogohiri, Samorogouan, Saraba, Sokouraba et Todié ; également dans la région des Cascades, la province de la Léraba, les départements de Sindou et Kankalaba.
Le nombre de locuteurs a été estimé à 13 400 (1998). Parmi eux, 4 020 sont monolingues.

## Écriture
| a | b | gb | c | d | dz | e | ɛ | f | g | i | j | k | l | m | ŋm | n | ɲ | ŋ | o | ɔ | p | kp | r | s | sh | t | ts | u | v | w | x | y | z | zh |

Le ton bas est indiqué à l’aide de l’accent grave sur la voyelle.